# Paracanthella pavonina
Paracanthella pavonina är en tvåvingeart som först beskrevs av Josef Aloizievitsch Portschinsky 1875.  Paracanthella pavonina ingår i släktet Paracanthella och familjen borrflugor. Inga underarter finns listade i Catalogue of Life.